# Alain Rochat
Alain Rochat (ur. 1 lutego 1983 w Saint-Jean-sur-Richelieu) – piłkarz szwajcarski grający na pozycji lewego lub środkowego obrońcy.

## Kariera klubowa
Pierwszym klubem w karierze Rochata był amatorski Grandson-Sports. W 1999 roku trafił do Yverdon-Sport FC. W sezonie 1999/2000 zadebiutował w Axpo Super League. W Yverdon-Sport grał przez 2,5 roku.
Na początku 2002 roku Rochat przeszedł do BSC Young Boys. W stołecznym klubie zadebiutował 24 lutego 2002 w wygranym 2:0 domowym meczu z FC Sion. W 2004 roku wywalczył z Young Boys wicemistrzostwo Szwajcarii. Do lata 2005 rozegrał w tym klubie 115 meczów i zdobył 5 goli.
Kolejnym klubem w karierze Szwajcara został francuski Stade Rennais. 30 lipca 2005 rozegrał pierwsze spotkanie w Ligue 1, przegrane 0:1 na wyjeździe z Lille OSC. Większą część pobytu w Rennes spędził jednak grając w amatorskich rezerwach, a w Ligue 1 wystąpił łącznie w 9 spotkaniach.
W 2006 roku Rochat wrócił do Szwajcarii i podpisał kontrakt z FC Zürich. Swój debiut w nowym klubie zaliczył 10 września 2006 w meczu z FC Basel (0:1). W 2007 roku po raz pierwszy w karierze wywalczył mistrzostwo Szwajcarii. Z kolei w 2009 roku po raz drugi został z Zurychem mistrzem kraju.
W 2011 roku Rochat przeszedł do Vancouver Whitecaps. W 2013 roku grał w DC United, a następnie trafił do BSC Young Boys. W 2017 przeszedł do Lausanne Sports.

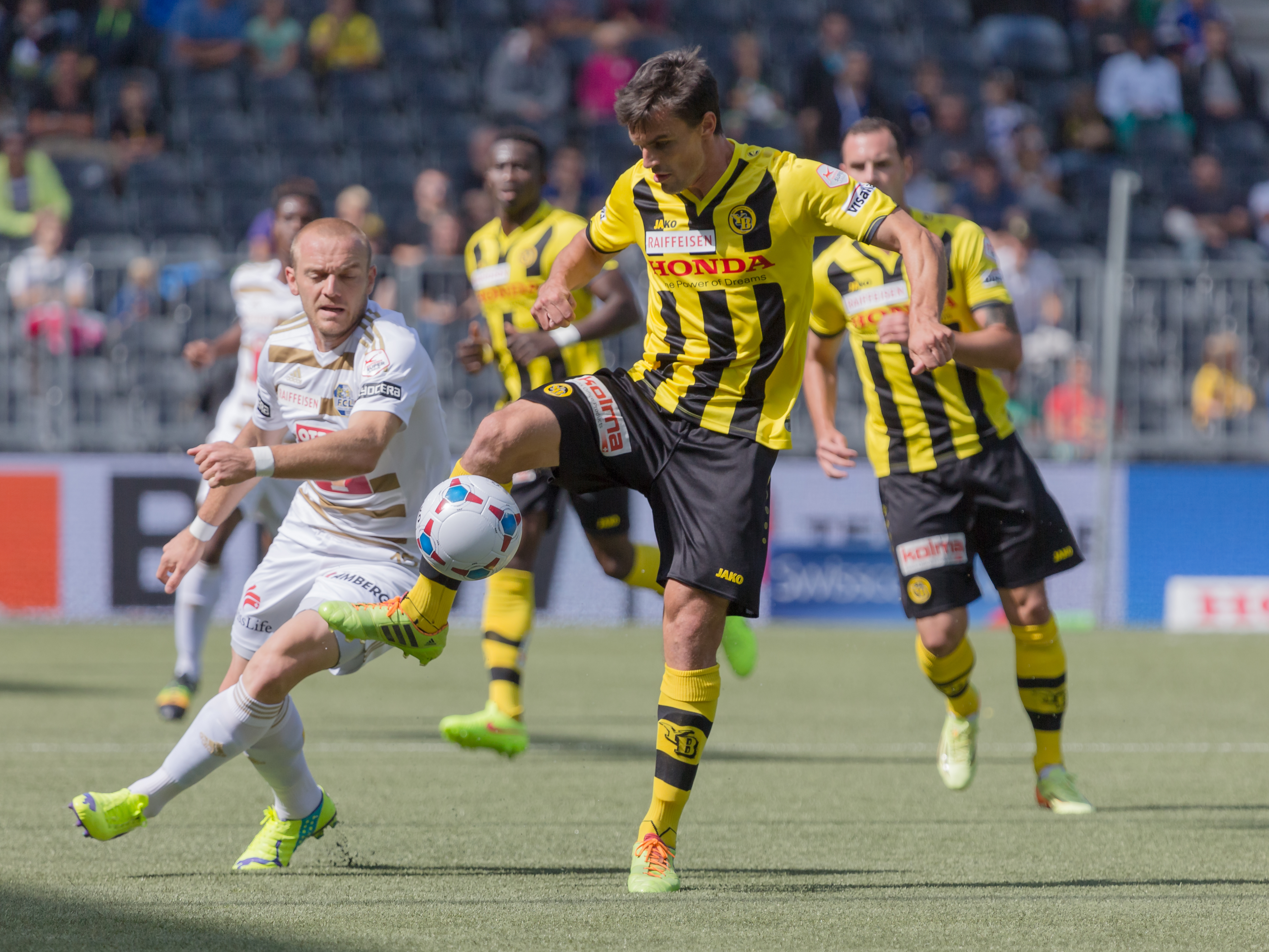
Rochat (2014)

| Sezon   | Klub                | Kraj              | Rozgrywki        | Mecze | Bramki |
| ------- | ------------------- | ----------------- | ---------------- | ----- | ------ |
| 1999/00 | Yverdon-Sport FC    | Szwajcaria        | Super League     | 3     | 0      |
| 2000/01 | Yverdon-Sport FC    | Szwajcaria        | Super League     | 28    | 2      |
| 2001/02 | Yverdon-Sport FC    | Szwajcaria        | Challenge League | 21    | 5      |
| 2001/02 | BSC Young Boys      | Szwajcaria        | Super League     | 13    | 1      |
| 2002/03 | BSC Young Boys      | Szwajcaria        | Super League     | 34    | 2      |
| 2003/04 | BSC Young Boys      | Szwajcaria        | Super League     | 35    | 0      |
| 2004/05 | BSC Young Boys      | Szwajcaria        | Super League     | 33    | 2      |
| 2005/06 | Stade Rennais       | Francja           | Ligue 1          | 9     | 0      |
| 2005/06 | Stade Rennais B     | Francja           | CFA              | 16    | 0      |
| 2006/07 | FC Zürich           | Szwajcaria        | Super League     | 17    | 0      |
| 2007/08 | FC Zürich           | Szwajcaria        | Super League     | 28    | 1      |
| 2008/09 | FC Zürich           | Szwajcaria        | Super League     | 29    | 4      |
| 2009/10 | FC Zürich           | Szwajcaria        | Super League     | 32    | 2      |
| 2010/11 | FC Zürich           | Szwajcaria        | Super League     | 11    | 0      |
| 2011    | Vancouver Whitecaps | Kanada            | MLS              | 28    | 3      |
| 2012    | Vancouver Whitecaps | Kanada            | MLS              | 27    | 2      |
| 2013    | Vancouver Whitecaps | Kanada            | MLS              | 12    | 0      |
| 2013    | D.C. United         | Stany Zjednoczone | MLS              | 5     | 0      |
| 2013/14 | BSC Young Boys      | Szwajcaria        | Super League     | 24    | 1      |
| 2014/15 | BSC Young Boys      | Szwajcaria        | Super League     | 22    | 1      |
| 2015/16 | BSC Young Boys      | Szwajcaria        | Super League     | 13    | 1      |
| 2016/17 | BSC Young Boys      | Szwajcaria        | Super League     | 24    | 1      |
| 2017/18 | Lausanne Sports     | Szwajcaria        | Super League     |       |        |

## Kariera reprezentacyjna
W reprezentacji Szwajcarii Rochat zadebiutował 4 czerwca 2005 roku w wygranym 3:1 spotkaniu eliminacji do Mistrzostw Świata w Niemczech z Wyspami Owczymi.